# Археолошко налазиште „Грчко гробље”
Археолошко налазиште „Грчко гробље” чине два срењовековна гробља. Налази се у насељу Хрта, општина Пријепоље и представља непокретно културно добро. 

## Опште информације
Горње гробље се налази на узвишеној природној главици чији је топоним Губице. У подножју узвишења, 100 m југозападно налази се доње гробље које је формирано на мањем, праисторијском тумулу. Читав простор је окружен брезовом шумом. У подножју узвишења су поток и сеоски путеви који воде до засеока Томашевића, Башовића и Диздаревића.
На Грчком гробљу налази се 81 споменик, и то 37 на горњем потезу од којих је украшено 17, а на доњем гробљу има укупно 44 споменика од којих је украшена само једна плоча. Споменици су оријентисани у правцу исток–запад. Површина споменика је пажљиво клесана, у неколико случаја је и приглачана. Најчешћи облик је плоча која некад због своје монументалности подсећа на нижи сандук.
Орнаментални мотиви су изведени уклесивањем, а на сандуцима на постољу аркаде су рељефне и пластично моделоване. На стећцима на горњем гробљу налазе се различити мотиви украшавања. На бочним странама већих сандука аркаде имају облик плитке нише и при врху су обликоване полукружно или као преломљен лук са међупросторима између стубова. На три сандука су уклесане шест или четири нише на ширим бочним странама или само две нише на бочним ужим странама које формирају аркаде.
Други облик украшавања су рељефно уклесани орнаментални мотиви који су приказани појединачно, као на пример мотив мача или штит. На једној плочи налази се представа крста са једнаким широким крацима, крст је веома благо наглашен на површини тако да се тешко уочава, изнад крста су три правилно распоређена мала круга са уписаним крстом. Најчешћи мотив је мали круг са уписаним крстом или велики круг у коме је уписан крст чији се кракови завршавају концентричним круговима.
Издвајају се плоче чија је горња површина обележена као оквир у облику ужета, а на једној унутар оквира је континуирана рељефно наглашена спирала, са стилизованим четворолисним розетама. У једноставнијем оквиру уклесан је јелен, веома сведен са наглашеним роговима и контуром тела, у положају скока или кретања. На доњем гробљу већина надгробних обележја је у облику аморфног споменика приклесаног до приближне форме плоче, а тек неколико примерака могу се определити у облик праве плоче.
Констатовано је и више ниских аморфних усадника који су постављени на источној страни плоче, док је мањи број констатован на простору између споменика, као изолована гробна обележја. Површина споменика је грубо клесана или је потпуно необрађена, остављена у природном облику стене с минималним интервенцијама до облика плоче. На западној половини једне плоче уклесан је круг са уписаним крстом чији се крајеви завршавају у облику концентричних кругова.